# Gunnar Kvissberg
Sten Gunnar Kvissberg, född 6 december 1918 i Skänninge, död 18 januari 1985, var en svensk barn- och ungdomspsykiater. 
Kvissberg, som var son till disponent Anders Kvissberg och Aina Sundström, avlade studentexamen i Motala 1937, blev medicine kandidat vid Lunds universitet 1940 och medicine licentiat där 1948. Han innehade olika läkarförordnanden 1943–1948, var underläkare på vanföreanstalten i Härnösand 1948–1950, på Evangeliska Fosterlandsstiftelsens missionssjukhus i Etiopien 1951–1955, vid landstingets psykiska barna- och ungdomsvård i Jönköping 1955–1957, vid pediatriska avdelningen på Jönköpings lasarett 1957–1960, vid psykiatriska kliniken på Linköpings lasarett 1960–1961, överläkare vid barn- och ungdomspsykiatriska kliniken på Bodens lasarett 1961–1967 och överläkare vid centralen för psykisk barna- och ungdomsvård i Södertälje från 1967.